# Kópakonan
Kópakonan – metalowa rzeźba postaci kobiety-foki z farerskich legend, zlokalizowana w Mikladalur na wyspie Kalsoy na Wyspach Owczych (Dania).

## Geneza (legenda)
Legenda o „kobiecie foce” jest jedną z najbardziej znanych farerskich baśni ludowych. W przeszłości uważano, że foki były pierwotnymi istotami ludzkimi, które dobrowolnie szukały śmierci w oceanie. Trzynastej nocy w roku pozwolono im wychodzić na ląd, zdjąć skórę i bawić się w tańcu, jako ludzie. Młody rolnik z wioski Mikladalur na wyspie Kalsoy porwał jedną z tańczących istot i nie chciał oddać jej foczej skóry. Musiała więc towarzyszyć mu w pracy na farmie. Trzymał ją przy sobie przez wiele lat jako żonę. Urodziła mu kilkoro dzieci. Pewnego dnia jednak, gdy została sama w domu, a rolnik zapomniał zabrać ze sobą klucza od pomieszczenia ze skórą, odzyskała ją wreszcie i wróciła do oceanu, gdzie czekał na nią jej morski partner, tęskniący przez wiele lat. Niezależnie od tego przez lata wracała potem do brzegu, by przyglądać się swoim ludzkim dzieciom, a one wierzyły, że to ich matka. W dniu, gdy ludzie ze wsi planowali wejść w głąb jednej z jaskiń na dalekim wybrzeżu, by polować na żyjące tam foki, dawnemu mężowi ukazała się foka, jego żona i powiedziała, że jeśli pójdzie na polowanie, powinien upewnić się, że nie zabił jej obecnego męża-foki i dwóch młodych synów. Opisała dokładnie barwę ich skór, tak aby mógł ich poznać. Rolnik nie posłuchał jednak wiadomości ze snu. Myśliwi zabili wszystkie foki z jaskini. Kiedy wrócili do domu, pokot został podzielony, a rolnik otrzymał swoją część: dużego samca i tylne płetwy dwóch młodych szczeniąt. Wieczorem, gdy na obiad ugotowano głowę dużej foki i kończyny małych, rozległ się huk i przybył przerażający troll. Postać tę przybrała focza żona rolnika, która, zanim zniknęła, wyrzekła klątwę: Tu leży głowa mego męża z jego szerokimi nozdrzami, ręka Hárka i stopa Fredrika. Teraz nastąpi zemsta, zemsta na ludziach z Mikladalur - niektórzy z nich zginą na morzu, a inni spadną ze szczytów gór, aż będzie tylu zmarłych, ilu zdoła połączyć ręce wokół brzegów wyspy Kalsoy. Do dziś zdarza się, że ludzie z wioski Mikladalur toną w morzu lub spadają ze szczytów klifów, jednak liczba ofiar nie jest jeszcze wystarczająco duża, aby wszyscy zmarli połączyli ręce na całym obwodzie wyspy Kalsoy.

## Posąg
Posąg Kópakonana autorstwa Hansa Pauli Olsena, odsłonięto w Mikladalur w sierpniu 2014. Jest tak skonstruowany, by wytrzymać napór trzynastometrowych fal. Na początku 2015 przetoczyła się tutaj fala o wysokości 11,5 metra, która nie spowodowała żadnych uszkodzeń obiektu.
Rzeźba ma 2,6 metra wysokości, waży 450 kilogramów i jest wykonana z brązu oraz stali nierdzewnej.